# Bracon hebes
Bracon hebes är en stekelart som beskrevs av Cameron 1886. Bracon hebes ingår i släktet Bracon och familjen bracksteklar. Inga underarter finns listade.